# Thamnodynastes ramonriveroi
Thamnodynastes ramonriveroi är en ormart som beskrevs av Manzanilla och Sánchez 2005. Thamnodynastes ramonriveroi ingår i släktet Thamnodynastes och familjen snokar. Inga underarter finns listade i Catalogue of Life.
Denna orm förekommer i norra Brasilien i delstaterna Pará och Roraima, i regionen Guyana och i Venezuela. Arten lever i låglandet och i bergstrakter upp till 2150 meter över havet. Individerna vistas i regnskogar och andra fuktiga skogar. Antagligen har Thamnodynastes ramonriveroi ödlor som föda. Andra ormar av samma släkte föredrar däremot groddjur. Honor lägger inga ägg utan föder levande ungar.
För beståndet är inga hot kända. IUCN listar arten som livskraftig (LC).